# Stenogobius hawaiiensis
Stenogobius hawaiiensis és una espècie de peix de la família dels gòbids i de l'ordre dels perciformes.

## Morfologia
- Els mascles poden assolir 11,4 cm de longitud total.[4][5]

## Alimentació
Menja algues, cucs, crustacis i larves d'insectes.

## Hàbitat
És un peix de clima tropical i demersal.

## Distribució geogràfica
Es troba a Oceania: Hawaii.

## Costums
És bentònic.

## Observacions
És inofensiu per als humans.